# 卡西江吉特
卡西江吉特（格陵蘭語發音：[qaˌsiɣiˈaŋːuitˢʰ]），原称克里斯蒂安斯霍布（丹麥語：Christianshåb），是格陵蘭西部凯凯塔利克市镇内位于迪斯科灣东南海岸上的一個城鎮。卡西江吉特鎮設立於1734年，於2020年的人口為1081人，为格陵兰人口第13多的城镇。主要工業為捕蝦和捕大比目魚。